# Liste des maires de Toulon
La liste des maires de Toulon présente les maires successifs de la ville française de Toulon située dans le département du Var et la région Provence-Alpes-Côte d'Azur.

## Histoire
Les pouvoirs réglementaires, exécutifs et judiciaires dans la cité sont exercés pour la première fois par Guillaume Martin nommé consul jusqu'en 1284. Les consuls furent élus jusqu'en 1313 remplacé par le conseil exécutif en 1315 et par son premier représentant Guillem de Saint-Pierre. Ces derniers perdurèrent jusqu'en 1381 avec l'élection de syndics annuels établis jusqu'en 1523. L'année suivante des consuls annuels sont nommés au sein de la ville jusqu'en 1691, apparurent par la suite les maires consuls jusqu'en 1790, remplacés par des maires élus et par des commissions municipales dès 1793. 
En 1800, le premier maire de Toulon, Joseph Martelly-Chautard, nommé par le Premier Consul Napoléon Bonaparte, en vertu de la loi municipale du 28 pluviôse an VIII, est installé par le nouveau sous-préfet de l'arrondissement de Toulon le 26 messidor an VIII (15 juillet 1800). Il remplace ce jour Louis Paul Courtès, dernier président des commissions municipales révolutionnaires, prenant passation de pouvoir le titre de maire par intérim. Hubert Falco, maire de mars 2001 (réélu en 2008 puis en 2014) à avril 2023, a perdu ses mandats à la suite d'une condamnation par le tribunal correctionnel de Marseille.

## Liste
Le tableau ci-dessous présente une liste des maires de Toulon depuis 1800, du plus ancien au plus récent.

### XIXesiècle
| Nom | Nom                                                 | Nom | Dates du mandat | Dates du mandat | Parti | Notes                                                                                   |
| --- | --------------------------------------------------- | --- | --------------- | --------------- | ----- | --------------------------------------------------------------------------------------- |
| 1   | Joseph Martelly-Chautard                            |     | 1800            | 1802            |       | Capitaine de vaisseau et brigadier des armées navales                                   |
| 2   | Théodore Boisselin                                  |     | 1802            | 1804            |       | Négociant                                                                               |
| 3   | Louis-Paul Courtès                                  |     | 1804            | 1808            |       | Médecin en chef des armées                                                              |
| 4   | Georges Reinery                                     |     | 1808            | 1809            |       | Ancien officier d'artillerie                                                            |
| 5   | Nicolas Chaubry de Blottières                       |     | 1809            | 1812            |       | Propriétaire, payeur principal des guerres                                              |
| 6   | Joseph Gérard                                       |     | 1812            | 1812            |       | 1er adjoint                                                                             |
| 7   | Timothée Trullet                                    |     | 1812            | 1815            |       | Capitaine de vaisseau en retraite                                                       |
| 8   | Thomas Antoine Gabriel Laberthonie                  |     | 1815            | 1815            |       | Médecin chef de la marine                                                               |
| 9   | Louis-Paul Courtès                                  |     | 1815            | 1816            |       | Médecin                                                                                 |
| 10  | François Camille de Drée                            |     | 1816            | 1822            |       | Vice-amiral en retraite                                                                 |
| 11  | Jean-Baptiste Lacroix, vicomte de Charrier-Moissard |     | 1822            | 1830            |       | Ancien capitaine de vaisseau, contre-amiral en retraite                                 |
| 12  | François Blancard                                   |     | 1830            | 1830            |       | Maire par intérim, 2e adjoint Propriétaire                                              |
| 13  | Casimir-Crysostome Martini                          |     | 1830            | 1830            |       | Avocat et avoué                                                                         |
| 14  | Étienne François Girard                             |     | 1830            | 1832            |       | Colonel d'état-major en retraite                                                        |
| 15  | Jean-Antoine Guieu                                  |     | 1832            | 1836            |       | Avocat                                                                                  |
| 16  | Étienne François Girard                             |     | 1836            | 1837            |       |                                                                                         |
| 17  | Charles Antoine Pinot                               |     | 1837            | 1840            |       | Colonel du génie en retraite                                                            |
| 18  | Jean Ernest de Beurmann                             |     | 1840            | 1846            |       | Général de brigade en retraite                                                          |
| 19  | Paul-Gabriel-Honoré Garnier                         |     | 1846            | 1848            |       | Propriétaire                                                                            |
| 20  | Fulcrand Suchet                                     |     | 1848            | 1848            |       | Négociant                                                                               |
| 21  | Pierre Aube                                         |     | 1848            | 1848            |       | Négociant                                                                               |
| 22  | Modeste Rouquier                                    |     | 1848            | 1850            |       | Directeur des subsistances de marine                                                    |
| 23  | Auguste Reynaud                                     |     | 1850            | 1855            |       | Commissaire de marine en retraite                                                       |
| 24  | Ferdinand-André Bourgarel                           |     | 1855            | 1860            |       | Propriétaire ; chevalier de Sainte-Anne de Russie                                       |
| 25  | Aimé Pessonneaux du Puget                           |     | 1860            | 1861            |       | Capitaine du génie démissionnaire ; chevalier de l'ordre de Charles III                 |
| 26  | Adolphe Bravet                                      |     | 1861            | 1864            |       | Avocat et avoué ; chevalier de l'ordre des Saints-Maurice-et-Lazare                     |
| 27  | Eugène Audemar                                      |     | 1864            | 1870            |       | Avocat ; chevalier ordre des Saints-Maurice-et-Lazare, chevalier de l'ordre du Médjidié |
| 28  | Alphonse Abel                                       |     | 1870            | 1870            |       | 1er conseiller municipal                                                                |
| 29  | Noël Blache                                         |     | 1870            | 1870            |       | Avocat et écrivain                                                                      |
| 30  | Vincent Allègre                                     |     | 1870            | 1874            |       | Avocat, sénateur                                                                        |
| 31  | Jules Martin de Roquebrune                          |     | 1874            | 1876            |       | Contre-amiral en retraite                                                               |
| 32  | Jules Lafay                                         |     | 1876            | 1878            |       | Lieutenant-colonel d'infanterie de marine                                               |
| 33  | Henri Dutasta                                       |     | 1878            | 1888            |       | Professeur de philosophie                                                               |
| 34  | Alphonse Fouroux                                    |     | 1888            | 1890            |       | Officier de marine démissionnaire                                                       |
| 35  | Marius Touzet                                       |     | 1890            | 1891            |       | 1er adjoint au maire démissionnaire                                                     |
| 36  | Jean-Gaspard Richard                                |     | 1891            | 1892            |       | Chef de bataillon d'infanterie marine (er)                                              |
| 37  | Théophile Sambuc                                    |     | 1892            | 1892            |       | Pharmacien en chef de la marine en retraite                                             |
| 38  | Eugène Simond                                       |     | 1892            | 1893            |       | Agent du commissariat de la marine en retraite                                          |
| 39  | Prosper Ferrero                                     |     | 1893            | 1897            |       | Journaliste                                                                             |
| 40  | Henri Verdier                                       |     | 1897            | 1897            |       | Président de délégation spéciale                                                        |
| 41  | Henri Pastoureau                                    |     | 1897            | 1900            |       | Chef de bataillon d'infanterie de ligne en retraite                                     |

### XXesiècleetXXIesiècle
Sur la première colonne le numéro d'ordre de maire est affiché sur fond du code couleur du parti politique :
| Nom | Nom                      | Nom             | Dates du mandat | Dates du mandat | Parti                | Notes                                                         |
| --- | ------------------------ | --------------- | --------------- | --------------- | -------------------- | ------------------------------------------------------------- |
| 42  | Victor Micholet          |                 | 1900            | 1904            |                      |                                                               |
| 43  | Marius Escartefigue      |                 | 1904            | 1909            | SFIO                 |                                                               |
| 44  | Henri Muller             |                 | 1909            | 1909            |                      | Président de délégation spéciale                              |
| 45  | Joseph Gasquet           |                 | 1909            | 1912            |                      |                                                               |
| 46  | Victor Micholet          |                 | 1912            | 1919            |                      |                                                               |
| 47  | Émile Claude             |                 | 1919            | 1929            | SFIO                 |                                                               |
| 48  | Marius Escartefigue      |                 | 1929            | 1941            | RI                   |                                                               |
| 49  | Albert Coulon            |                 | 1941            | 1944            |                      | Maire nommé par Vichy                                         |
| 50  | Franck Arnal             |                 | 1944            | 1945            | SFIO                 | Président comité local de libération                          |
| 51  | Jean Bartolini           |                 | 1945            | 1947            | PCF                  |                                                               |
| 52  | Paul Baylon              |                 | 1947            | 1947            | RPF                  |                                                               |
| 53  | Louis Puy                |                 | 1948            | 1953            | RPF                  |                                                               |
| 54  | Édouard Le Bellégou      |                 | 1953            | 1955            | SFIO                 |                                                               |
| 55  | Célestin Forno           |                 | 1955            | 1955            | SE                   | Président de délégation spéciale                              |
| 56  | Édouard Le Bellégou      |                 | 1955            | 1959            | SFIO                 |                                                               |
| 57  | Maurice Arreckx          | Maurice Arreckx | 1959            | 1985            | CNIP, RI puis UDF-PR |                                                               |
| 58  | François Trucy           |                 | 1985            | 1995            | UDF-PR               |                                                               |
| 59  | Jean-Marie Le Chevallier |                 | 1995            | 2001            | FN                   |                                                               |
| 60  | Hubert Falco             | Hubert Falco    | 2001            | 2023            | DL, UMP, LR puis HOR | Démis de son mandat à la suite d'une condamnation judiciaire. |
| 61  | Josée Massi              |                 | 2023            | en cours        | SE                   |                                                               |

### Commentaires sur la liste des maires
Il est à noter l'absence de deux maires de plein exercice, décédés en cours de mandat :
- Georges Reinery, officier d'artillerie, nommé maire par décret impérial du 18 mars 1808, installé le 8 mai suivant, décédé à Toulon le 14 octobre 1809.
- François Morin de Louvigni, colonel en retraite, lieutenant du Roi, nommé maire par ordonnance royale du 23 décembre 1818, décédé à Toulon le 16 septembre 1819. Son prédécesseur le baron François de Drée assure l'intérim de septembre à novembre 1819, dans l'attente de la nomination d'un nouveau maire. Ce nouveau maire n'est autre que le colonel Étienne François Girard, qui est nommé pour un premier mandat par ordonnance royale du 17 novembre 1819 et installé le 4 décembre suivant, démissionnaire le 11 mai 1822. Il est, lui-même, remplacé par le capitaine de vaisseau Jean Baptiste Lacroix, vicomte de Charrier-Moissard.